# Acherosoma troglodytes
Acherosoma troglodytes är en mångfotingart som först beskrevs av Robert Latzel 1884.  Acherosoma troglodytes ingår i släktet Acherosoma och familjen Haasiidae. Inga underarter finns listade i Catalogue of Life.